# Douglas A-4 Skyhawk
El Douglas A-4 "Skyhawk" és un avió d'atac embarcat. S'utilitzà intensivament durant la Guerra del Vietnam, per les Forces Estatunidenques, durant la Guerra del Yom Kippur, per la Força Aèria Israeliana, i durant la Guerra de les Malvines, per la Força Aèria Argentina.

## Història
La companya aèria Douglas Aircraft intentà proporcionar l'Armada i la Infanteria de la Marina dels Estats Units un avió d'atac lleuger i barat, que supliria a l'obsolet A-1 Skyraider. L'avió, a més, hauria de ser capaç d'enlairar-se des de portaavions. El resultat va ser l'A-4 Skyhawk, un avió lleuger i fàcil de fabricar, robust, i idoni per operar des de portaavions, ja que les seves ales eren tan compactes que no era necessari plegar-les a bord per augmentar espai. El Skyhawk tenia una cua cruciforme, ala delta i un tren d'aterratge en tricicle. 

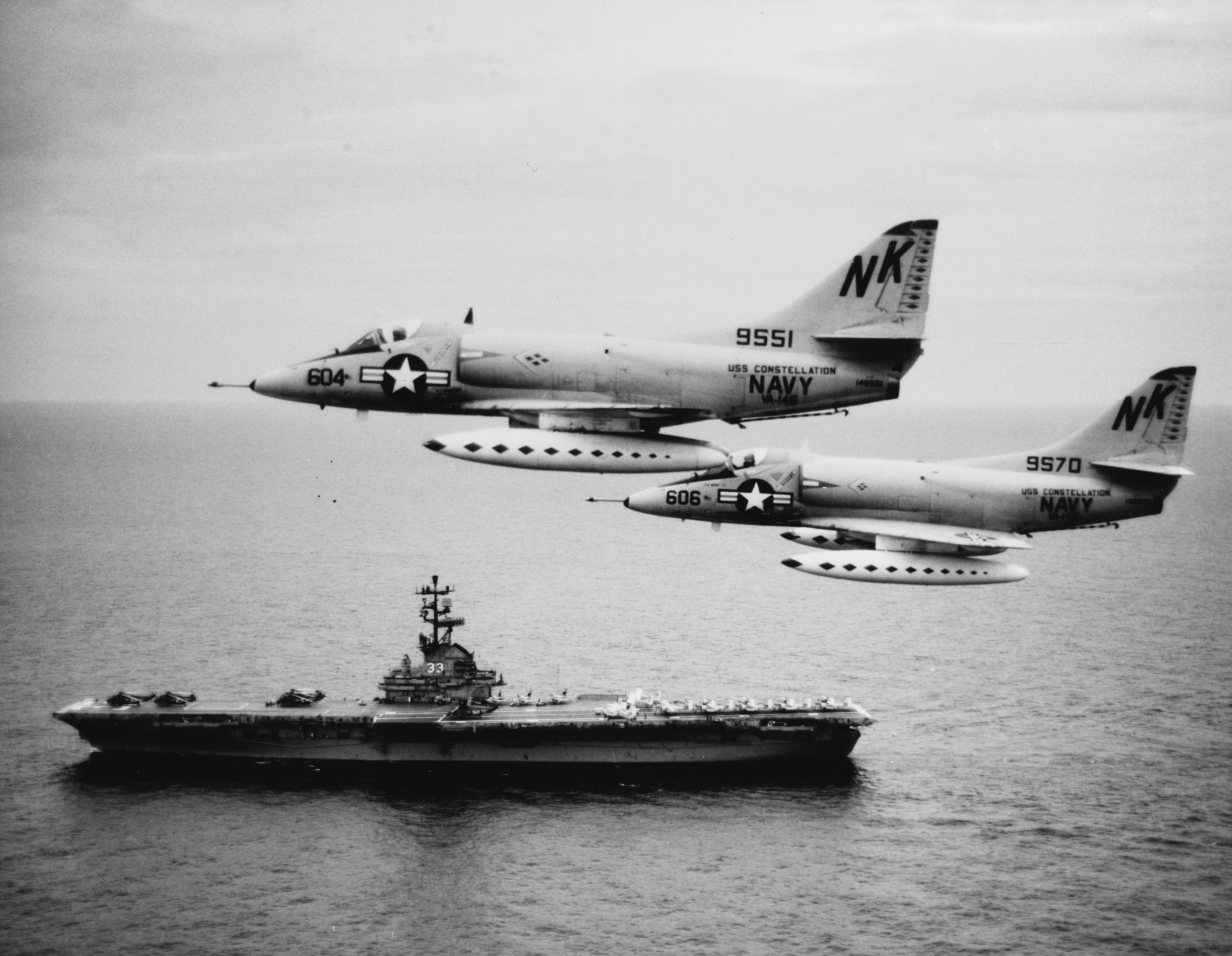
Skyhawks volant sobre el portaavions USS Kearsarge, 1964.

El Skyhawk va entrar en combat per primer cop durant l'estiu del 1964, quan els portaavions del Task Force 77 prengueren represàlies pels atacs de les torpederes Vietnamites sobre un destructor Estatunidenc. Després, els A-4 s'utilitzaren durant les incursions a les bases torpederes de Lou Chou. Més tard, els Skyhawk participaren en l'Operació Rolling Thunder, que començà al febrer del 1965. La inferioritat en prestacions de vol de l'A-4 respecte als caces Nordvietnamites, a més de la seva càrrega d'armes que el feia menys maniobrable, obligava que les seves missions tinguessin una escorta d'F-8 Crusaders o F-4 Phantom II's.
El Skyhawk va ser el primer avió a utilitzar el concepte d'"amiguet" d'abastament de combustible en vol, és a dir, permetre un avió a proveir-se de combustible un altre del mateix tipus, sense la necessitat de tenir un avió cisterna. Això fou molt útil, sobretot, en operacions en llocs remots.

## Especificacions (A-4F Skyhawk)
Dades de globalsecurity.org[74]
Característiques generals
- Tripulació: Un (Dos a les versions OA-4F, TA-4F, TA-4J)
- Llargada: 12.22 m
- Amplada: 8.38 m
- Alçada: 4.57 m
- Superfície alar: 24.15 m²
- Material: NACA 0008-1.1-25 root, NACA 0005-0.825-50 tip
- Pes en buit:4,750 kg
- Pes equipat: 8,318 kg
- Pes màxim enlairament: 11,136 kg
- Motor: 1 × Pratt & Whitney J52-P8A turbojet, 9,300 lbf (41 kN) Visió esquemàtica del Douglas A-4 Skyhawk

Qualitats
- Velocitat màxima: 1,083 km/h
- Autonomia: 3,220 km
- Radi de combat: 1,158 km
- Altitud: 12,880 m
- Velocitat d'ascens: 43 m/s
- Càrrega alar: 344.4 kg/m²
- Potència/pes: 0.51
- Límit de G +8/-3 g

Armament

Visió esquemàtica del Douglas A-4 Skyhawk

- Armes de foc:2x canons Colt Mk 12 de 20mm, amb 20 cartutxos cadascun.
- Beines: 4x sota les ales i 1 sota el fuselatge, capaç d'aguantar fins a 4490 kg de pes
- Coets:
  - 4× LAU-10 beines de coets (cadascun amb 4× 127 mm Mk 32 coets Zuni)
- Míssils:
  - Míssils aire-aire:
    - 4× AIM-9 Sidewinder

  - Míssils aire-terra:
    - 2× AGM-12 Bullpup
    - 2× míssils AGM-45 Shrike
    - 2× bombes guiades AGM-62 Walleye
    - 2× AGM-65 Maverick
- Bombes:
  - 6× Rockeye-II Mark 20 Cluster Bomb Unit (CBU)
  - 6× Rockeye Mark 7/APAM-59 CBU
  - Bombes no guiades Mark 80(incloent 3 kg i 14 kg de bombes de pràctiques)
  - Bomba nuclear B43
  - Bomba nuclear B57
  - Bomba nuclear B61
- Altres:
  - Fins a 1400 L de dipòsits projectables Sargent Fletcher per vols de trasllat o més autonomia.

Aviònica
- Altimetre de baixa altitud Bendix AN/APN-141 [75]
- Radar de mapa i localització Stewart-Warner AN/APQ-145 (muntat també a l'A-4F, i també trobat a l' A-4E/N/S/SU)[76]